# Молодец, Иван Николаевич
Иван Николаевич Молодец — советский хозяйственный, государственный и политический деятель, Герой Социалистического Труда.

## Биография
Родился в 1938 году в селе Романовка. Член КПСС.
С 1962 года — на хозяйственной, общественной и политической работе. В 1962—1999 гг. — откатчик на шахте № 20 рудоуправления имени 40-летия Октября, забойщик, бригадир комплексной очистной бригады, горнорабочий очистного забоя, электрослесарь по ремонту комбайнов Марганецкого горно-обогатительного комбината имени 60-летия Советской Украины Министерства чёрной металлургии Украинской ССР.
Указом Президиума Верховного Совета СССР от 29 апреля 1986 года присвоено звание Героя Социалистического Труда с вручением ордена Ленина и золотой медали «Серп и Молот».
Делегат XXVI и XXVII съездов КПСС.
Умер в Марганце в 2012 году.